# Jan Ihnatík
Jan Ihnatík (* 1. března 1922 Poroškovo) je český válečný veterán z druhé světové války.

## Život
Jan Ihnatík se narodil 1. března 1922 v obci Poroškovo. V květnu 1940, rok po maďarské invazi na Podkarpatskou Rus, se rozhodl se dvěma přáteli utéct do Sovětského svazu. Za ilegální překročení hranice byl však deportován do gulagu u města Uchta. Když byl v roce 1943 propuštěn, přihlásil se do nově vzniklé Svobodovy armády. Zúčastnil se bitvy o Kyjev, bitvy o Bílou Cerekev, bitvy o Dukelský průsmyk, bitvy u Jasla a bojů o Liptovský Mikuláš. Během bojů byl několikrát zraněn. Po připojení Podkarpatské Rusi k Sovětskému svazu se přestěhoval do Československa. V Československé armádě zůstal až do penze.
Dne 1. března 2024 oslavil své 102. narozeniny na Krajském vojenském velitelství Ostrava. Dne 1. března 2025 oslavil své 103. narozeniny v kulturním domě Poklad v Ostravě-Porubě.